# Tömő utca
A 700 méter hosszú Tömő utca Budapest VIII. kerületében húzódik: a Nagy Templom utcától indul, keresztezi a Leonardo da Vinci utcát, a Bókay János utcát, a Szigony utcát, a Balassa utcát, a Füvészkert utcát, végül az Illés utcába torkollik.

## Története
Józsefvárosnak ezen a területén a Schopper vaskereskedő család rendelkezett szántókkal, amiket a 19. század elején felosztottak. Az utca lakosai 1817-ben a Schopper Gasse nevet adták az utcának Schopper János György után. A schoppen dél-német nyelvterületen használt szó, jelentése ’töm’, ’megtöm’, így a Schopper név szó szerinti fordítása ’tömő’. János György fia, Schopper Jenő Ágoston Tömöryre magyarosította a nevét; 1850-ben (más források szerint 1873-ban vagy 1874-ben) pedig a Schopper Gasse neve Tömő utca lett.
1968-1973 között épült fel a három 16 emeletes toronyház a Szigony utca és Fűvészkert utca között, a 32-54 szám alatt. (A Práter utca tornyai később épültek. A teljes Szigony utcai lakótelep 1980-ra készült el.)
Az elején 2005-2022 között tartott a Corvin-negyed projekt kivitelezése, amely komoly változásokat eredményezett az utca arculatában.

## Épületek
- 2. szám: földszintes klasszicista lakóház (1840). Tervezte Kasselik Ferenc. Műemlék.[8]
- 6. szám: Táncsics Mihály emeletes, romantikus lakóháza (1872). Tervezte Lohr János. Alapkövét maga Táncsics tette le 1872. március 15-én(!).[9] Ma ifjúsági szálló (Grund Hostel). Műemlék.[10]
- 19. szám: a Szeretet Misszionáriusai rend (Teréz anya nővérei) magyarországi központi rendháza a kerületi tanács által 1989-ben adományozott telken.[11]
- 25–29. szám: Semmelweis Egyetem Szemészeti Klinika volt épülete (1968–1972). Tervezte Ulrich Ferenc és Székely József. 2013 óta az egyetem különféle részlegeinek közös használatában van. A jelenlegi épület helyén 1908-tól II. számúként, 1946-tól I. számúként működött szemészeti kliniként.[12]
- 31. szám: Béke királynéja kápolna (Tömő utcai Béke Királynője Lelkészség). 1950-ben alakították ki. (miserend)
- 33/A szám: földszintes épület (XIX. sz.) Hentesüzlet, azután „Kecskeméti”, később „Bodag” néven vendéglő.
- 33/B szám: Fodor Kálmán számára épült lakóház (1905).
- 35–41. szám: Semmelweis Egyetem Balassa János Kollégium (honlap)
- 56. szám: Ebben a házban töltötte gyermekéveit Kertész Imre író.

## Galéria

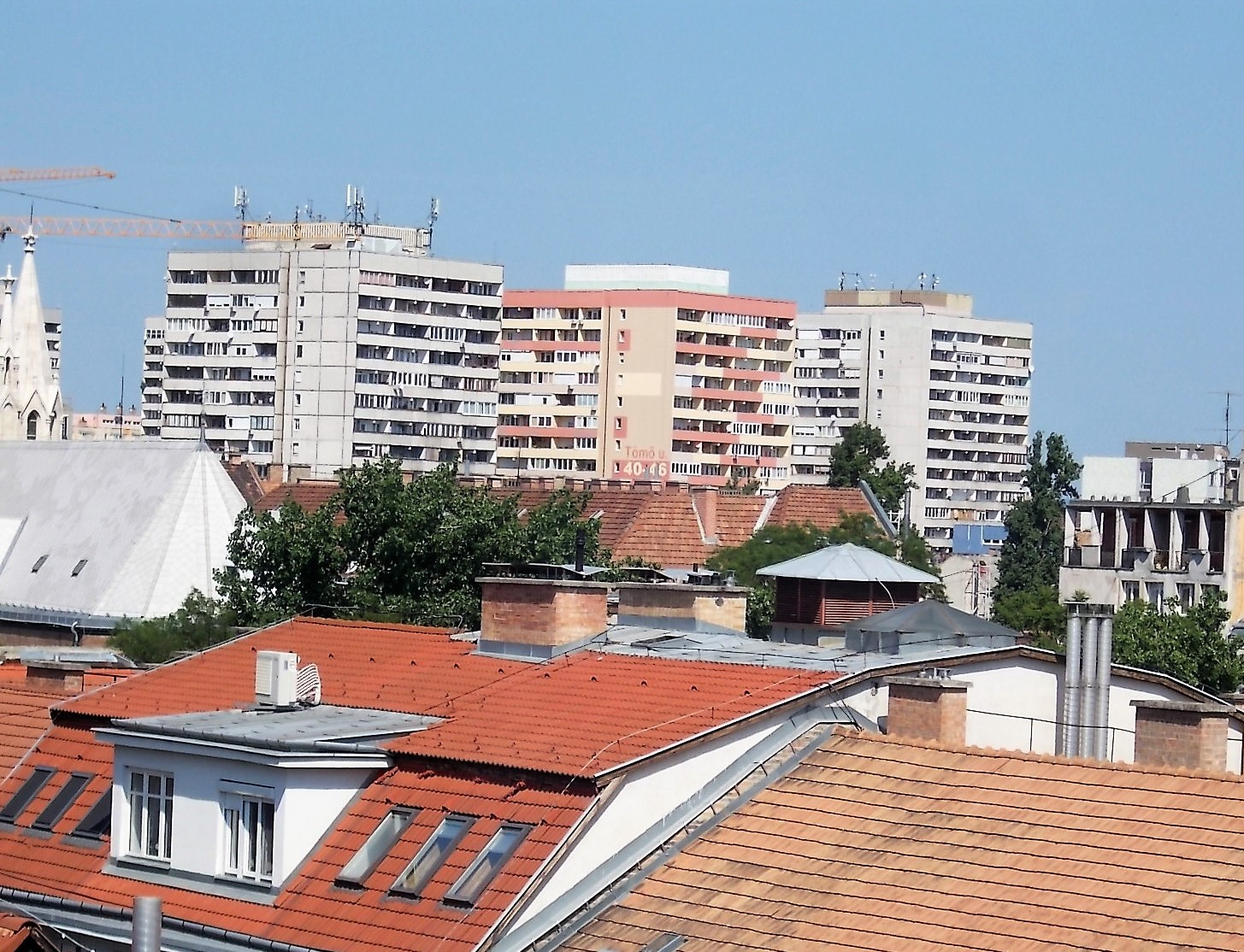
A Szigony utcai lakótelep 1973-ban elkészült Tömő utcai tornyai
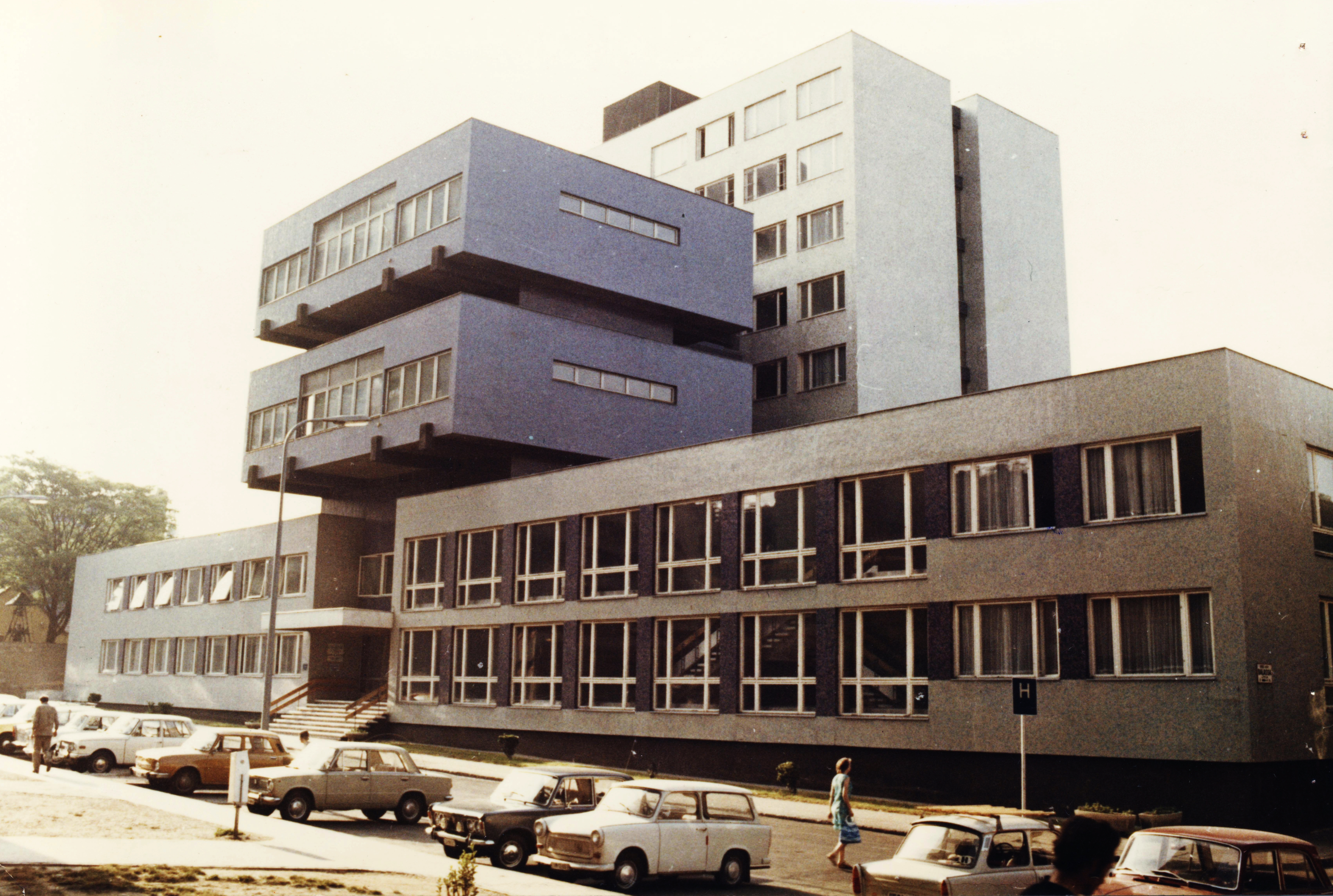
A volt I. számú Szemészeti Klinika épülete
A Semmelweis Egyetem 1981-ban átadott Balassa János kollégiuma[13]
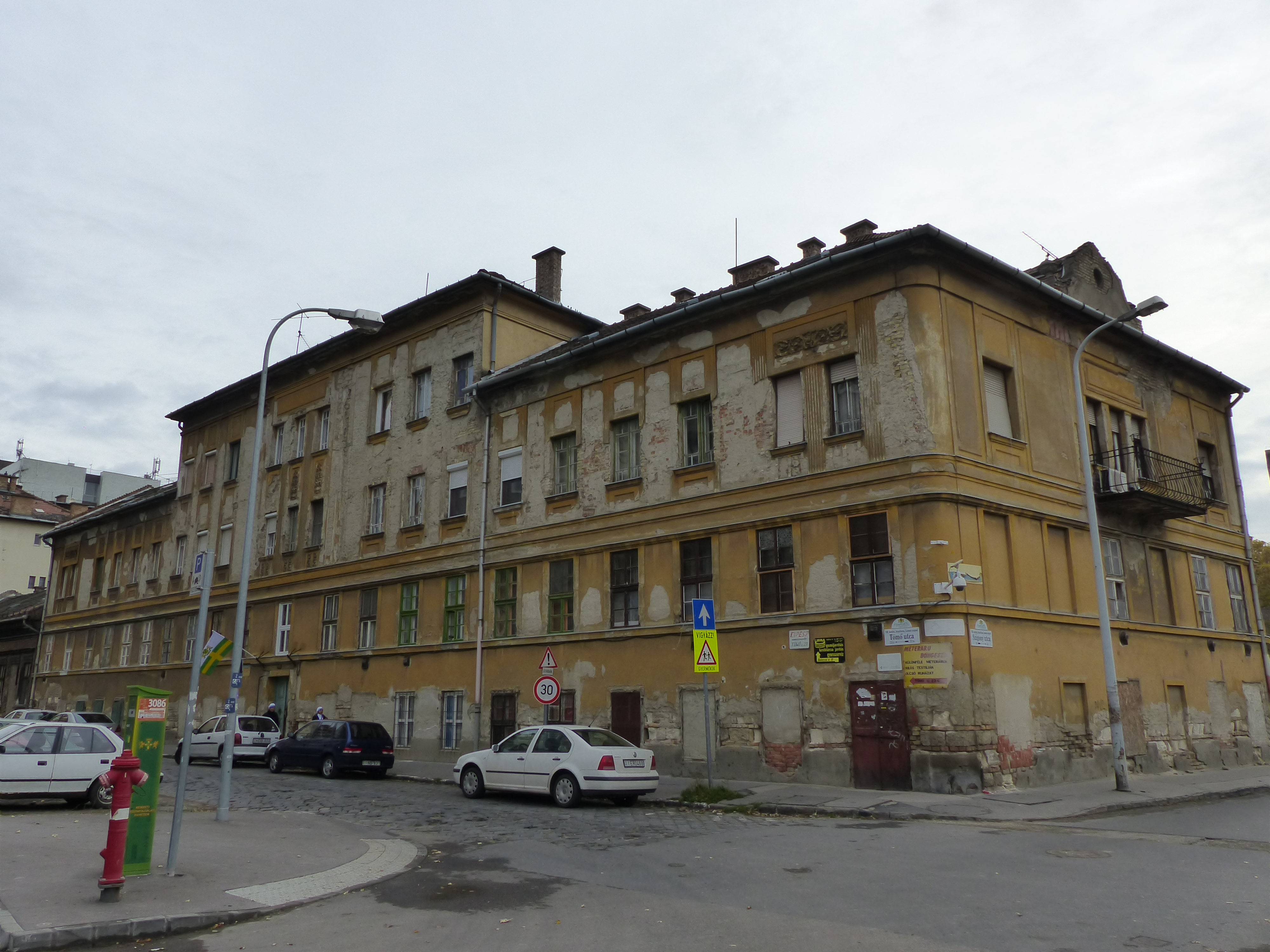
Psota Irén színművész egykori otthonát 2021-ben bontották le
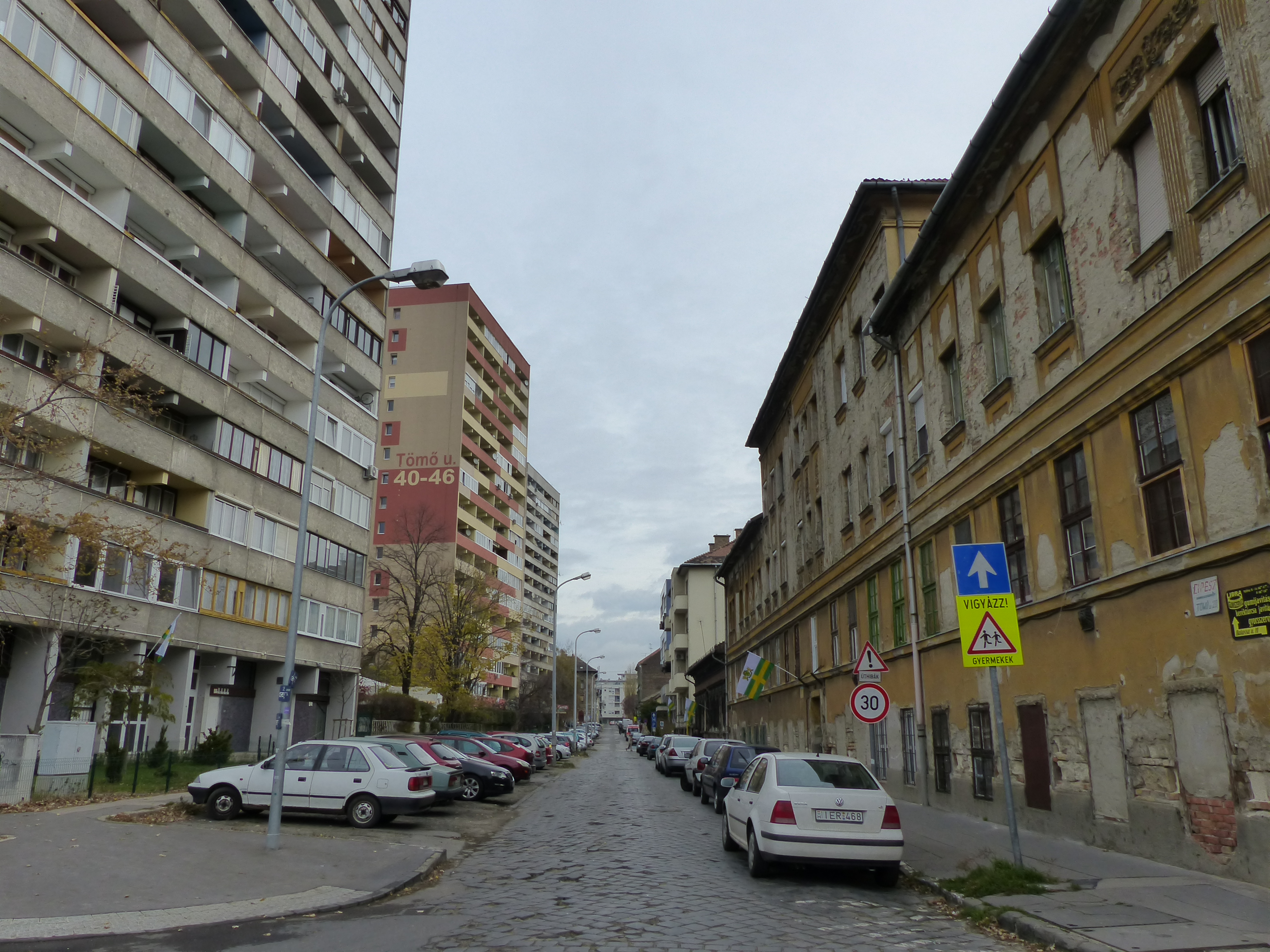
A Szigony utca kereszteződésétől az Illés utca felé tekintve